# Aspen (Colorado)
Aspen és una població dels Estats Units, seu del comtat de Pitkin, a l'estat de Colorado.

## Demografia
Segons el cens del 2000, Aspen tenia 5.914 habitants, 2.903 habitatges, i 1.082 famílies. La densitat de població era de 646,9 habitants per km².
Dels 2.903 habitatges en un 16,5% hi vivien nens de menys de 18 anys, en un 28,8% hi vivien parelles casades, en un 5,6% dones solteres, i en un 62,7% no eren unitats familiars. En el 43,8% dels habitatges hi vivien persones soles el 4,8% de les quals corresponia a persones de 65 anys o més que vivien soles. El nombre mitjà de persones vivint en cada habitatge era d'1,94 i el nombre mitjà de persones que vivien en cada família era de 2,67.
Per edats la població es repartia de la següent manera: un 13,1% tenia menys de 18 anys, un 9,8% entre 18 i 24, un 42,1% entre 25 i 44, un 27,6% de 45 a 60 i un 7,4% 65 anys o més.
L'edat mediana era de 37 anys. Per cada 100 dones de 18 o més anys hi havia 117,5 homes.
La renda mediana per habitatge era de 53.750 $ i la renda mediana per família de 70.300 $. Els homes tenien una renda mediana de 41.011 $ mentre que les dones 32.023 $. La renda per capita de la població era de 40.680 $. Entorn del 3,6% de les famílies i el 8,2% de la població estaven per davall del llindar de pobresa.

## Poblacions properes
El següent diagrama mostra les poblacions més properes.